# Cascade (Seszele)

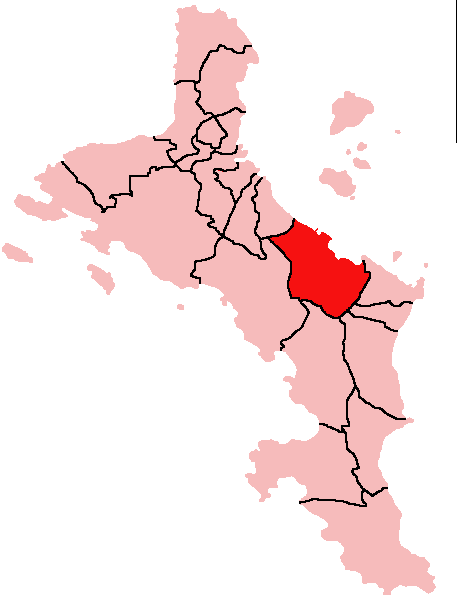
Położenie dystryktu Cascade na wyspie Mahé na Seszelach

Cascade – dystrykt na Seszelach położony we wschodniej części wyspy Mahé. Jego stolicą jest Cascade.